# Kutuzovo
Kutuzovo (in russo Кутузово?), fino al 1945 in tedesco Schirwindt, è un centro abitato della Russia, nell'oblast' di Kaliningrad. Amministrativamente, appartiene al comune rurale di Dobrovol'sk.

## Storia
La cittadina tedesca di Schirwindt, posta sul confine con la Lituania, fu nominata per la prima volta nel 1515; rappresentava la città più orientale di tutta la Germania.
Durante la prima guerra mondiale la città fu rasa al suolo, a causa della sua posizione sul confine con l'Impero russo. Venne ricostruita nel dopoguerra secondo i progetti dell'architetto Kurt Frick.
Ma dopo pochi anni, durante la seconda guerra mondiale, venne di nuovo distrutta. Nell'ottobre 1944 Schirwindt fu la prima città tedesca ad essere occupata dall'Armata Rossa. L'anno successivo venne annessa all'Unione Sovietica, perdendo il titolo di città, e ribattezzata con il nome di Kutuzovo, in onore del generale russo Michail Illarionovič Kutuzov.
Il centro abitato non fu ricostruito, e rimase nello status di località rurale quasi disabitata. Venne compresa nel comune di Pobedino fino al 2009, quando passò nel territorio del comune rurale di Dobrovol'sk.